# Jane Austen's House Museum
Pour les articles homonymes, voir Jane Austen et Austen.
Le Jane Austen's House Museum (« Musée de la maison de Jane Austen ») est un petit musée privé dans le village de Chawton, près d'Alton, dans le Hampshire, en Angleterre. Il occupe la maison du XVIIe siècle (connue familièrement sous le nom de Chawton Cottage) dans laquelle la romancière Jane Austen passa les huit dernières années de sa vie, et où elle écrivit Mansfield Park, Emma, et Persuasion.

## Présentation
En 1948 Mr T. Edward Carpenter achète et restaure Chawton Cottage et fonde le Jane Austen Memorial Trust (« La Fondation du souvenir de Jane Austen »). Le Jane Austen's House Museum lui appartient et est toujours géré par cette association anglaise dont les statuts se donnent pour but « la promotion de l'éducation, notamment l'étude de la littérature anglaise, et tout particulièrement des œuvres de Jane Austen ».
La collection du musée comprend huit livres de musique qui appartenaient à Jane Austen.

## Galerie

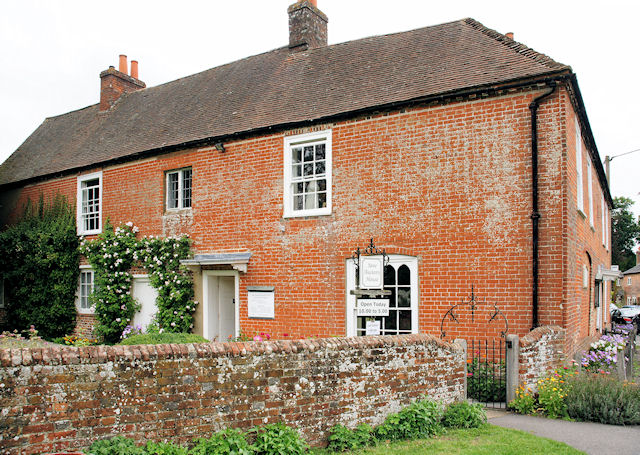
Musée de la maison de Jane Austen à Chawton
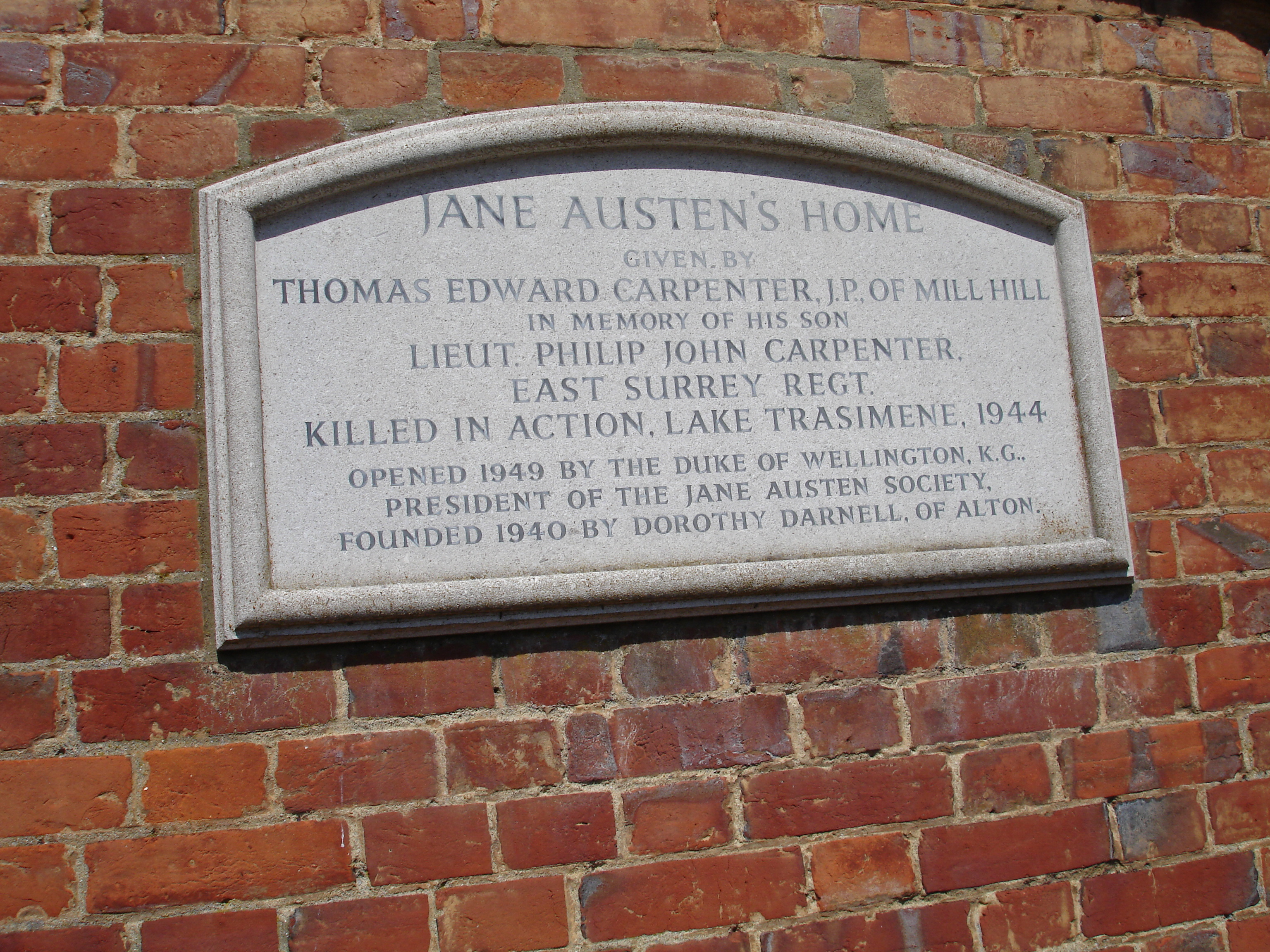
Inscription sur la maison de Jane Austen
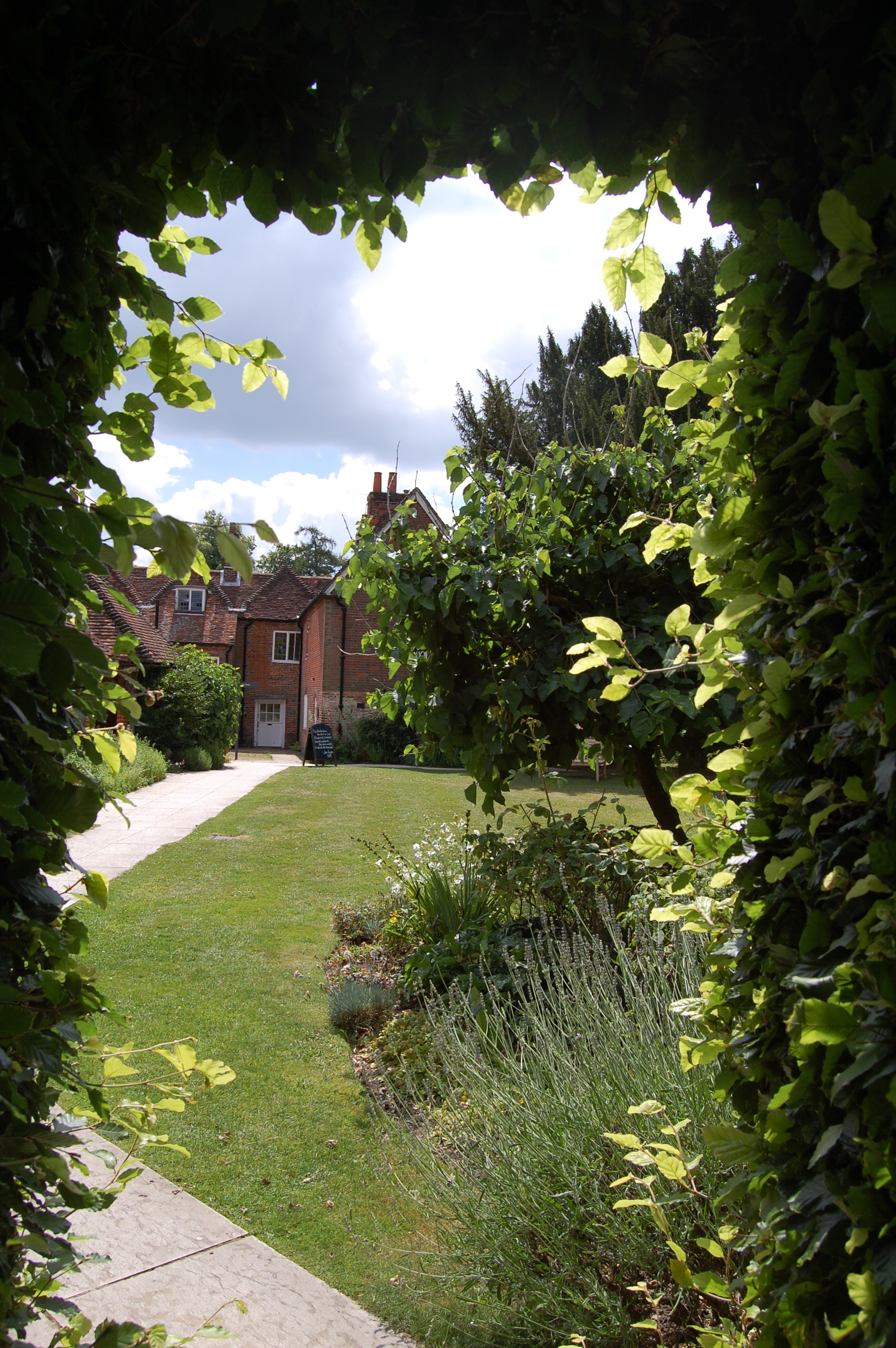
Vue sur le musée de la maison de Jane Austen